# Janji Matogu Sim
Janji Matogu Sim is een bestuurslaag in het regentschap Padang Lawas Utara van de provincie Noord-Sumatra, Indonesië. Janji Matogu Sim telt 314 inwoners (volkstelling 2010).